# NGC 5421A
NGC 5421A је спирална галаксија у сазвежђу Ловачки пси која се налази на NGC листи објеката дубоког неба.
Деклинација објекта је + 33° 49' 36" а ректасцензија 14h 1m 41,4s. Привидна величина (магнитуда) објекта NGC 5421 износи 13,2 а фотографска магнитуда 14,2. NGC 5421A је још познат и под ознакама UGC 8941, MCG 6-31-45, MK 665, ARP 111, KUG 1359+340, CGCG 191-33, VV 120, IRAS 13594+3404, KCPG 407A, 1ZW 78, PGC 49950.